# Oxalis morelosii
Oxalis morelosii är en harsyreväxtart som beskrevs av Perez-calix. Oxalis morelosii ingår i släktet oxalisar, och familjen harsyreväxter. Inga underarter finns listade i Catalogue of Life.